# Важська Запань
Важська Запань (рос. Важская Запань) — селище в Вельському районі Архангельської області Російської Федерації.
Населення становить 77 осіб. Входить до складу муніципального утворення Судромське муніципальне утворення.

## Історія
Від 1937 року належить до Архангельської області.
Від 2004 року належить до муніципального утворення Судромське муніципальне утворення.

## Населення
| 2002 | 2010 | 2012 | 2014 |
| ---- | ---- | ---- | ---- |
| 57   | ↗67  | ↗77  | →77  |